# Астрильд-метелик червонощокий
Астрильд-метелик червонощокий (Uraeginthus bengalus) — вид горобцеподібних птахів родини астрильдових (Estrildidae). Мешкає в Африці на південь від Сахари. Часто утримуються в неволі.

## Опис

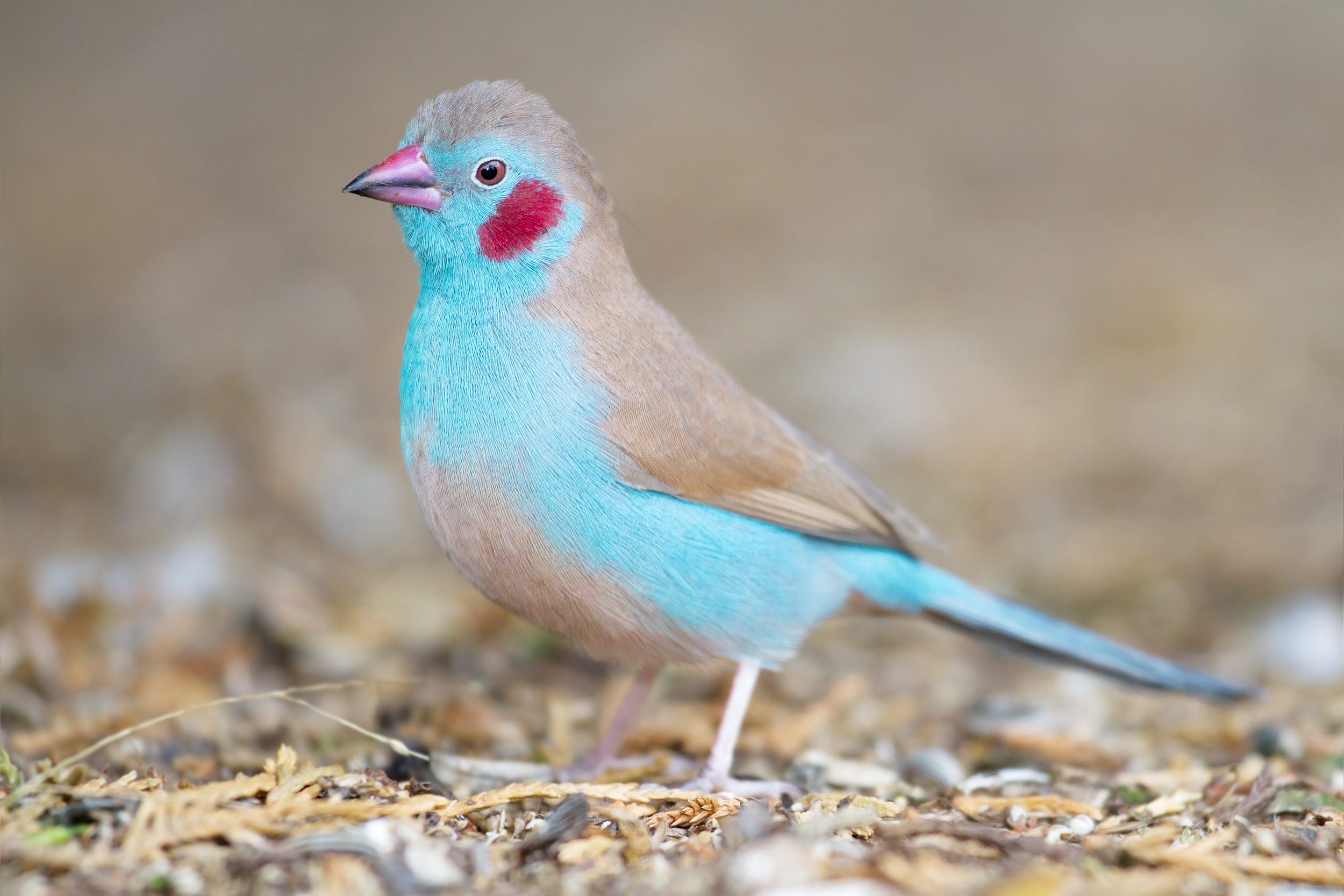
Самець червонощокого астрильда-метелика

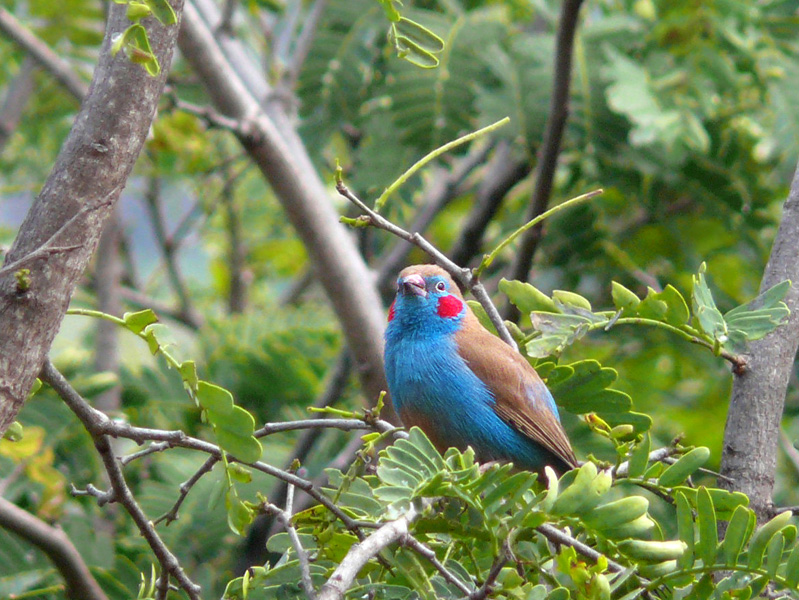
Самець червонощокого астрильда-метелика

Довжина птаха становить 12-13 см, вага 9-11 г. Голова і верхня частина тіла світло-коричневі, передня частина голови, нижня частина тіла і боки яскраво-бірюзово-блакитні, хвіст більш темний, живіт охристий. У самиців на щоках є малиново-червоні плями, у самиць вони відсутні, їх забарвлення загалом менш яскраве. В залежності від підвиду, голова, горло і тіло з боків можуть бути коричневими, а не блакитними. У молодих птахів плями на щоках відсутні, обличчя і горло блакитні, решта тіла коричнювата.

## Таксономія
В 1760 році французький зоолог Матюрен Жак Бріссон включив опис червонощокого астрильда-метелика до своєї книги "Ornithologie", описавши птаха за зразком, який, як він помилково вважав, походив з Бенгалії. Він використав французьку назву Le Bengali та латинську назву Bengalus. Однак, хоч Бріссон і навів латинську назву, вона не була науковою, тобто не відповідає біномінальній номенклатурі і не визнана Міжнародною комісією із зоологічної номенклатури. Коли в 1766 році шведський натураліст Карл Лінней випустив дванадцяте видання своєї «Systema Naturae», він доповнив книгу описом 240 видів, раніше описаних Бріссоном. Одним з цих видів був червонощокий астрильд-метелик, для якого Лінней придумав біномінальну назву Fringilla bengalus. Пізніше вид був переведений до роду Астрильд-метелик (Uraeginthus), введеного німецьким орнітологом Жаном Луї Кабанісом у 1851 році.

### Підвиди
Виділяють чотири підвиди:
- U. b. bengalus (Linnaeus, 1766) — від південної Мавританії до Гвінеї і на схід до Ефіопії, Уганди і Кенії;
- U. b. brunneigularis Mearns, 1911 — південь Сомалі, центр і схід Кенії і північний схід Танзанії;
- U. b. ugogensis Reichenow, 1911 — південь Кенії, північ, захід і центр Танзанії;
- U. b. katangae Vincent, 1934 — північний схід Анголи, південь ДР Конго і північ Замбії.

## Поширення і екологія
Червонощокі астрильди-метелики поширені від Мавританії і Сенегалу на схід до Судану, Еритреї і Ефіопії і на південь до Анголи і Замбії. Також вони були інтродуковані на острови Гаваї і Оаху в Гавайському архіпелазі. Червонощокі астрильди-метелики живуть в саванах, чагарникових заростях і рідколіссях, трапляються поблизу людських поселень, на полях, в парках і садах. Зустрічаються парами або невеликими зграйками до 10 птахів, на висоті до 2430 м над рівнем моря.
Червонощокі астрильди-метелики живляться насінням трав, яке збирають з землі. Крім того, вони доповнюють раціон термітами та іншими комахами, іншими дрібними безхребетними, ягодами, плодами і пагонами, іноді бджолиним воском. Сезон розмноження у них припадає на завершення сезону дощів і на початок сезону посухи. Самці приваблюють самиць в характерний для астрильдових спосіб — виконують демонстраційні танці, присідаючи перед самицями, тримаючи в дзьобі травинку або перо і водночас співаючи. Гніздо кулеподібне з бічним входом, робиться парою птахів з переплетених рослинних волокон і стебел трави, встелюється шерстю і пір'ям, розміщується в густій рослинності, часто поряд з осиним гніздом. Іноді птахи використовують покинуті гнізда ткачиків. В кладці від 4 до 5 білуватих яєць. Інкубаційний період триває приблизно 2 тижні, насиджують і самиці і самці. Пташенята покидають гніздо через 3 тижні після вилуплення, однак батьки продовжують піклуватися про них ще два-три тижні.